# لوثر اولسن
لوثر اولسن (بالإنجليزية: Luther Olsen)‏ هو شخصية أعمال وسياسي أمريكي، ولد في 26 فبراير 1951 في برلين في الولايات المتحدة. حزبياً، نشط في الحزب الجمهوري. وقد انتخب عضو جمعية ولاية ويسكونسن وانتخب عضو مجلس ولاية ويسكونسن.

## وصلات خارجية
- الموقع الرسمي